# Ordine reale di Monisaraphon
L'Ordine reale di Monisaraphon (in Khmer: គ្រឿងឥស្សរិយយសមុនីសារាភ័ណ្ឌ) è un ordine conferito dal governo del Regno di Cambogia con decreto reale del sovrano. Viene conferito per meriti nei campi della letteratura, delle arti, dell'educazione, della giustizia, dell'amministrazione e della scienza.

## Storia
L'Ordine reale di Monisaraphon (o Muni Isvarabarna) venne fondato dal re Sisowath il 1 febbraio 1905 (i primi statuti furono redatti il 18 aprile dello stesso anno). Veniva concesso in un'unica classe e limitatamente ai soli cambogiani, alle popolazioni dei protettorati francesi e alle altre popolazioni asiatiche. L'ordine venne riformato il 9 settembre 1948 dal re Norodom Sihanouk con la creazione di tre ulteriori classi, divenute cinque nel 1961. Dal 5 ottobre 1995 è tornato in pieno uso per volontà del medesimo sovrano.

## Classi
Viene conferito in cinque classi:
- Maha Sirivudha (មហាសេរីវឌ្ឍន៍) o cavaliere di gran croce
- Mahasena (មហាសេនា) o cavaliere grande ufficiale
- Adipati (ធិបឌិន្ទ) o cavaliere commendatore
- Sena (សេនា) o cavaliere ufficiale
- Askararidha (អស្សឫទ្ធិ) o cavaliere

## Insigniti notabili
- Norodom_Sihamoni
- Norodom Yuvaneath
- Leung_Chun-ying
- Björn Stenvers
- Liu Zhen